# Marcel L'Enfant
Marcel L'Enfant (né le 8 décembre 1884 à Paris 10e et mort le 25 janvier 1963) est un artiste peintre français qui vécut à Franconville-la-Garenne.

## Biographie
Marcel L'Enfant naît à Paris où son père, Philippe Charles L'Enfant, est employé de commerce, et sa mère, Léocadie Eugénie Cattez, est couturière. Il s'intéresse très tôt au dessin et à la peinture, réalisant des travaux avancés à seulement 14 ans. Son père était originaire de Granville (Normandie) et la mer eut une grande importance dans l’œuvre du peintre.
Peu après le décès de sa mère en 1907, il rencontre Jeanne Baudin, comptable dans une compagnie d'assurance Maritime à Paris. Ils se marient en 1910 et s'installent à Montmorency, puis à Franconville en 1923. C'est là que le peintre établit son atelier, au 133 puis 227 Chaussée Jules César, où il demeurera avec son épouse jusqu'à son décès en 1963. Il eut des difficultés à exercer son art dans les dernières années de sa vie en raison d'une cécité.

### Carrière et formation
Marcel L'Enfant a effectué ses études artistiques à l'École Germain Pilon (fusionnée en 1925 avec d'autres Instituts pour former l'actuelle École nationale supérieure des arts appliqués et des métiers d’art ) où il eut notamment pour professeur Edmond Eugène Valton, un des fondateurs et présidents de la Société des Artistes Indépendants. Il participe d'ailleurs au Salon des Indépendants dès 1906, et y sera présent chaque année à partir de 1912.
Membre du Comité des Arts et des Lettres du Syndicat d'Initiative des Cantons de Taverny et Montmorency, il participe activement à l'organisation d'expositions artistiques et d’événements culturels dès 1941, l'Art français étant pour ses membres une façon de résister à l'occupant détesté. Une de ses toiles, "Le Port de Boulogne-sur-mer" est acquise par la ville de Franconville en septembre 1941.
Cofondateur de la Société des « Amis des Arts » d'Ermont en 1943, (dont les statuts sont déposés en 1945 à la préfecture de Pontoise) avec notamment Gustave Melot et Gabriel Demel, il en fut le vice-président. Il a notamment peint de nombreuses brochures d'expositions organisées par la société, à l'occasion desquelles il a exposé ses propres œuvres . La municipalité d'Eaubonne a d'ailleurs acquis une de ses marines dans ce cadre en 1953.
Il a figuré sur le Bénézit de 1948 à 1976. Il a notamment peint les côtes Bretonnes ainsi que les ports du Midi. Il réalisait de nombreux croquis et ébauches sur place, en plein air, puis reproduisait généralement les vues de son choix dans son atelier (ou son jardin). Utilisant reliefs et formes alliés à des couleurs vives et des ombres colorées, il donnait à ses toiles une impression de mouvement qui le rattache aux peintres post-impressionnistes de sa génération.

## Expositions (liste non exhaustive)
- Salon des Indépendants, 1906[11]
- Salon des Indépendants, de 1912 à 1962[12]
- Salon de l'École Française, 1914, 1933
- Première exposition artistique à Franconville, organisée par le Syndicat d'Initiative Régional, les 27 et 28 septembre 1941 (Marcel L'Enfant était commissaire général)
- Exposition du Comité Communal de la Jeunesse d'Ermont, avril 1942
- Exposition des Peintres de la Mer, Galerie Suzanne Froissard à Paris, 8-23 mai 1942
- Exposition permanente dans la salle de lecture de la Bibliothèque municipale d'Ermont (ancienne Mairie), inaugurée en 1942
- Exposition automnale d'Ermont, octobre 1942
- Galerie du Syndicat d'Initiative Régional, rue de la Gare à Ermont, à partir de Décembre 1942
- Grand Gala artistique d'Ermont et région, 31 janvier 1943
- Salon d'Hiver d'Ermont, Mairie d'Ermont, 1943
- Exposition Marcel L'Enfant, 120 rue de la Gare à Ermont, 5-19 septembre 1943
- Exposition de Taverny, 1943
- Exposition sur le thème de "la fleur", Mairie d'Ermont, 1944
- Exposition des peintres régionaux, Mairie de Franconville, 1945
- Exposition annuelle de l'Union des Artistes de Saint-Leu-la Forêt, 20-27 novembre 1949, novembre 1950, novembre 1953, décembre 1954
- Salon des Beaux-Arts d'Enghien-les-Bains, juin 1950, juin 1951, juin 1953
- Exposition des Amis des Arts d'Ermont, 30 avril au 1er mai 1950, 1952, mai 1953, octobre 1954, octobre 1958, 1963 (posthume)[7]
- Salon du Vexin, octobre 1951, juin 1952, octobre 1953
- Exposition des peintres locaux, Ancienne Mairie de Franconville, 1952
- Salon Sannois, octobre 1952, juin 1954
- Exposition rétrospective d'Ermont, octobre 1953
- Exposition des Amis des Arts à Eaubonne, 1956
- Exposition des Amis des Arts à Arpajon, 1958